# French Painting Today

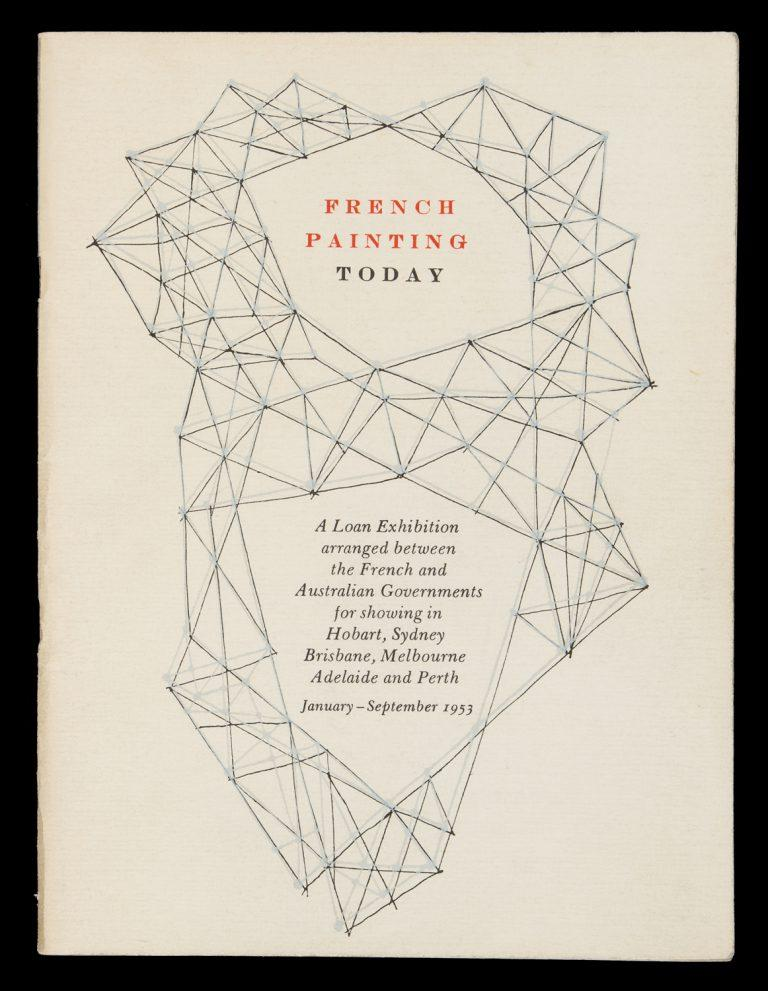
French Painting Today, Ausstellungskatalog, 1953

French Painting Today – Peintres vivants de l’École de Paris, auch French Painting To-day, (deutsch Zeitgenössische französische Malerei lebender Künstler der Pariser Schule) war der Titel einer von den Regierungen Frankreichs und Australiens arrangierten Wanderausstellung mit zeitgenössischer Moderner Kunst der École de Paris, die 1953 in den Staatsgalerien sechs australischer Bundesstaaten gezeigt wurde.
Ausgestellt wurden 123 Exponate überwiegend aus Beständen des Pariser Musée National d’Art Moderne. Die Objekte tourten von Januar bis Oktober 1953 durch das Land und machten dabei Station in Hobart, Sydney, Brisbane, Melbourne, Adelaide und Perth. Eine Havarie beim Schiffstransport der Exponate verhinderte jedoch eine termingerechte Eröffnung der Ausstellung.
Die Veranstaltung sorgte als gesellschaftliches Ereignis landesweit für Furore und brach allerorts Besucherrekorde. Trotz kontroverser Rezeption mit oftmals harscher Kritik erwies sie sich als die einflussreichste Ausstellung internationaler Kunst, die in den 1950er Jahren in Australien gezeigt wurde.

## Ausrichter und Veranstaltungsorte
| Tasmanian Museum and Art Gallery |

| Art Gallery of New South Wales |

| Queensland Art Gallery |

| National Gallery of Victoria |

| Art Gallery of South Australia |

| Art Gallery of Western Australia |

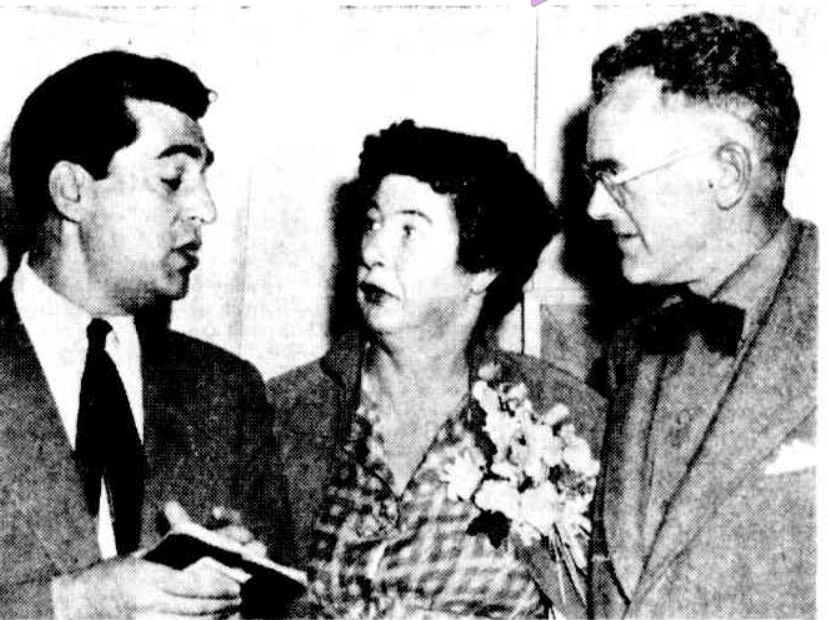
Claude Bonin-Pissarro (links) und Hal Missingham (rechts), zusammen mit der Malerin Moya Dyring in Sydney.

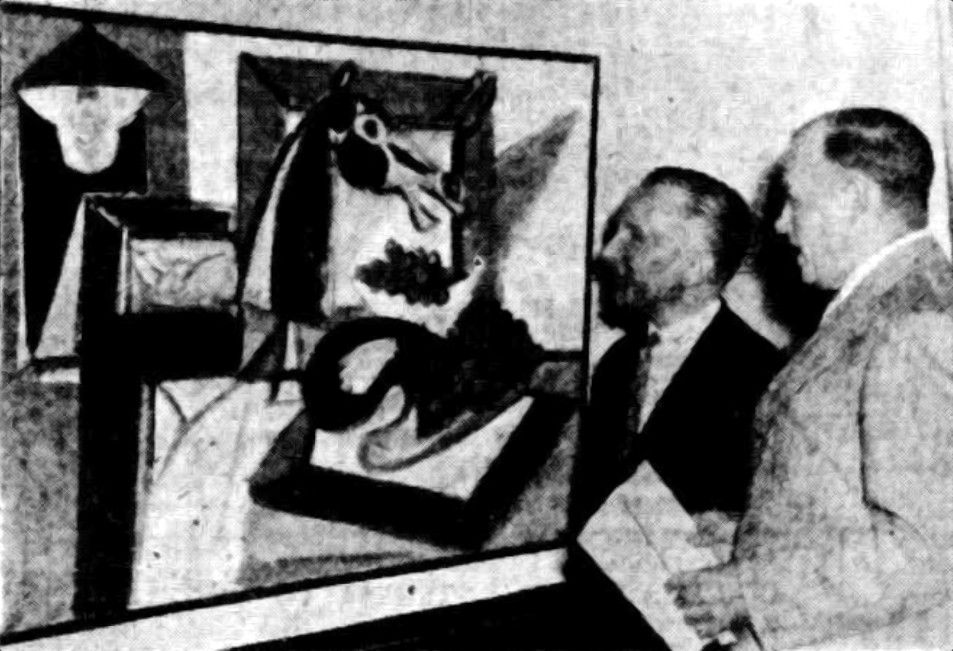
Botschafter und Schirmherr Louis Roche (links) und der Gouverneur von New South Wales John Northcott (rechts) besprechen Le cheval rouge von Pierre Tal-Coat bei der Eröffnung in Sydney.

Die Ausstellung war ein gemeinsames Projekt des Regierungen Australiens und Frankreichs und basierte auf einer Idee des australischen Geschäftsmanns und Kunstmäzens Charles Lloyd Jones. Als Schirmherren fungierten der Generalgouverneur Australiens William John McKell und der französische Botschafter Louis Roche.
Die Vorbereitung der Veranstaltung hatte vier Jahre in Anspruch genommen. Frankreich hatte einen großen Teil der Kosten für das Unterfangen übernommen. Ausstellungsorte zwischen Januar und Oktober 1953 waren Nationalgalerien in sechs Bundesstaaten Australiens. Die australische Hauptstadt Canberra war von der Wanderausstellung ausgenommen, da sie zu diesem Zeitpunkt nicht über einen adäquaten Veranstaltungsort verfügte.
Organisator auf der australischen Seite war der Direktor der Art Gallery of New South Wales in Sydney, Harold „Hal“ Missingham; als Beauftragter der französischen Regierung und der Association française d’action artistique (AFAA) betreute Claude Bonin-Pissarro das Projekt (ein Enkel des impressionistischen Malers Camille Pissarro); für die Dauer der Ausstellung begleitete er die Kunstwerke vor Ort in Australien. Die AFAA zeichnete für den Transport der Exponate von Frankreich nach Australien verantwortlich; während der Ausstellung befanden sich die Objekte in der Obhut des Commonwealth of Australia.
Die Ausstellungen in Hobart und Brisbane wurden von dem französischen Generalkonsul Jean Strauss eröffnet; in Sydney, Melbourne und Adelaide übernahm der französische Botschafter Louis Roche diese Aufgabe, in Perth nahm sich der französische Konsul Louis Gelle der Zeremonie an.
| Partizipierende Nationalgalerien | Ort       | Bundesstaat       | Beginn       | Ende       |
| -------------------------------- | --------- | ----------------- | ------------ | ---------- |
| Tasmanian Museum and Art Gallery | Hobart    | Tasmanien         | 23. Januar   | 31. Januar |
| Art Gallery of New South Wales   | Sydney    | New South Wales   | 27. Februar  | 29. März   |
| Queensland Art Gallery           | Brisbane  | Queensland        | 11. April    | 8. Mai     |
| National Gallery of Victoria     | Melbourne | Victoria          | 26. Mai      | 28. Juni   |
| Art Gallery of South Australia   | Adelaide  | South Australia   | 20. Juli     | 16. August |
| Art Gallery of Western Australia | Perth     | Western Australia | 8. September | 4. Oktober |

## Vertretene Künstler und Exponate
Die ausgestellten 119 Gemälde und vier Bildteppiche stammten von 77 zum Veranstaltungsbeginn lebenden Künstlern, von denen etwa ein Fünftel nicht in Frankreich geboren war. Die Arbeiten datierten aus der Zeit zwischen 1900 und 1952.
Sie repräsentierten alle Stilrichtungen der bis dahin bekannten Modernen Malerei der Pariser Schule, darunter Abstrakte Malerei, Fauvismus, Kubismus, Naive Kunst, Primitive Kunst und Surrealismus. Ihre frische, zeitgenössische Ausrichtung stand im Kontrast zu den bereits 1939 in der Ausstellung zur Klassischen Moderne mit dem Titel Herald Exhibition of French and British Contemporary Art gezeigten Werken, die in jenen Tagen bereits als etabliert gegolten hatten.
Zu den Künstlern, deren Werke auf der Ausstellung von French Painting Today gezeigt wurden, gehörten:

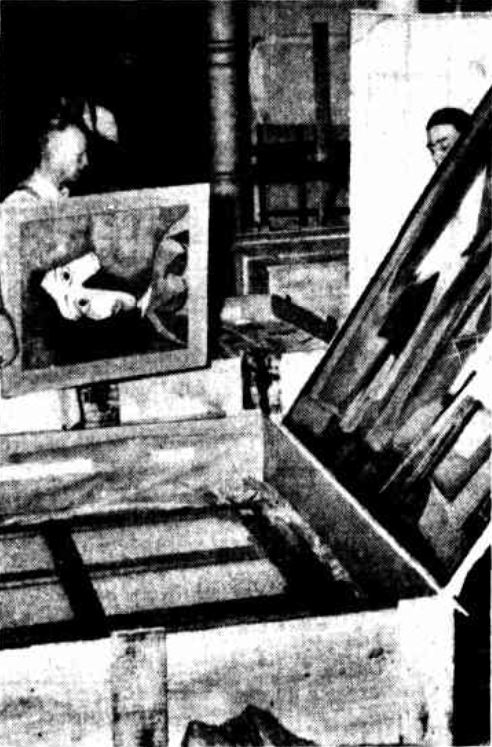
Ankunft der Exponate in der Art Gallery of New South Wales; links Le Coursage Orange von Pablo Picasso.

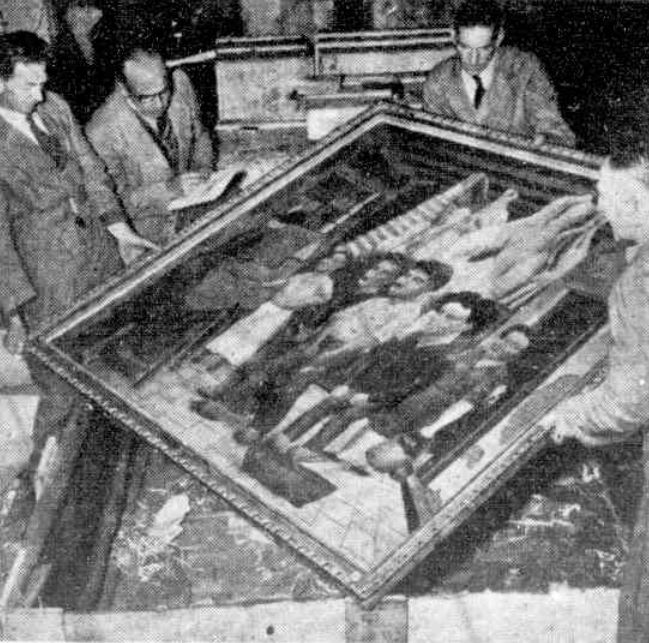
Mitarbeiter der Art Gallery of South Australia an den Transportkisten.

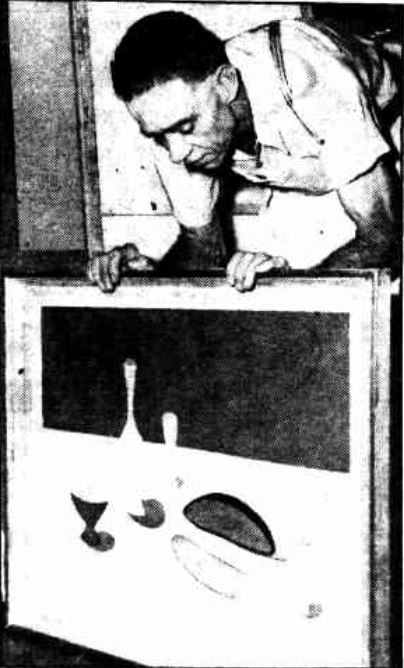
Entpacken in Sydney.

- Reynold Arnould mit painting of oxen[20]
- André Bauchant[21]
- André Beaudin[22]
- Paul Berçot mit La flûte[23]
- Roger Bezombes[22]
- Camille Bombois[21]
- Francisco Bores mit Nature morte au poulet[24]
- Victor Brauner mit Oppression de l’objet[25]
- Georges Braque[14]
- Maurice Brianchon[22]
- Bernard Buffet mit Le Peintre[14]
- Jean Pierre Capron[26]
- Jean Carzou mit Ville envahie[24]
- Marc Chagall mit Auge à deux porcs und Le gant noir[16]
- Roger Chapelain-Midy[22]
- Roger Chastel[22]
- Lucien Coutaud mit Souvenirs[14]
- André Derain mit La forêt[16]
- Óscar Domínguez[22]
- Raoul Dufy mit Buffet jaune[16]
- Max Ernst mit Année 1955[16]
- Maurice Estève mit Vivarium[23]
- Léon Gischia[22]
- Albert Gleizes[21]
- Hans Hartung mit T.50-50[27]
- Eugène-Nestor de Kermadec mit La lumière et le nu[28]
- Felix Labisse mit L’Abeille[25]
- Lagrange[22]
- Robert Lapoujade mit Composition formelle[27]
- Le Corbusier mit Le Femme au levre, Les deux soeurs und Deux mains et pomme d’or[14]
- Jules Lefranc mit Chateau de Samaur[14]
- Jean Le Moal[22]
- Fernand Léger mit Coquille rouge, Position de deux fleurs[16] und Branche sur fond noir,[26]
- Raymond Legueult[22]
- Malvaux[22]
- André Masson mit Port de La Rochelle[26]
- André Marchand mit Le Printemps[29]
- Henri Matisse mit Nu sur chaise longue jaune[16] St. Michael Quay und Mer au Cap d’Antibes,[30]
- André Minaux mit Nature morte à la campagne[31]
- Jean Metzinger mit Femme avec un miroir[32] und Nature morte avec une pipe[33]
- Joan Miró mit Pingouin[27]
- Francis Montanier[22]
- Francis Picabia[34]
- Pablo Picasso mit Le Coursage Orange und La Dame au corsage vert[35]
- Édouard Pignon mit Mère et enfant[26]
- André Planson[22]
- Georges Rouault mit Passion[14] Petite Sorcière[16] und La route est longue[36] sowie einem weiteren Bild,[26]
- Maria Helena Vieira da Silva[37]
- André Dunoyer de Segonzac[26]
- Gustave Singier mit Tauromachie[38]
- Pierre Soulages mit 25 novembre[39] sowie einem weiteren Bild[26]
- Nicolas de Staël[37]
- Francis Tailleux[40]
- Pierre Tal-Coat[41]
- Yves Tanguy mit Jardin envahi[31]
- Maurice Utrillo mit La Courneuve[26]
- Jacques Villon mit Lecteur Flageolet[16] sowie zwei weiteren Bildern[26]
- Maurice de Vlaminck mit zwei Bildern[26]
- Henry de Waroquier mit Paysage Cruciforme[31]
- und andere

Die Wandteppiche stammten von
Marcel Gromaire (La Terre),

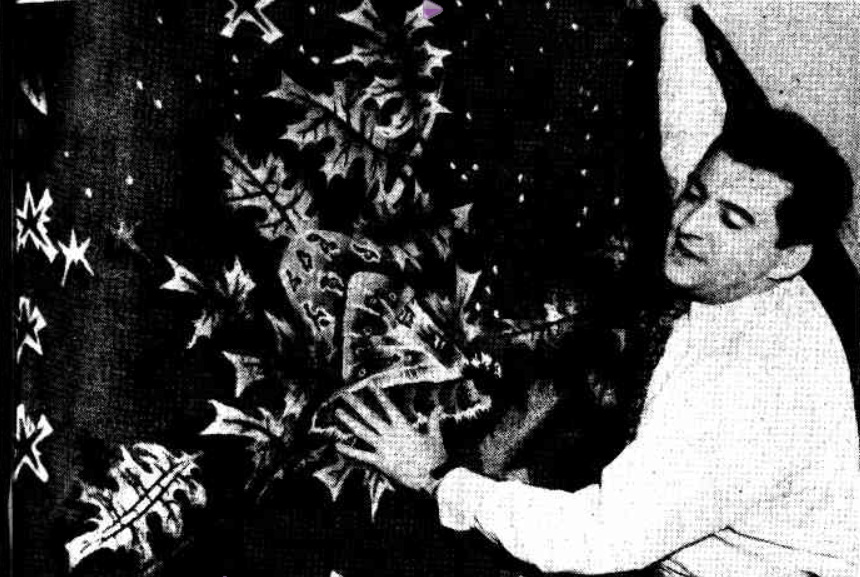
Claude Bonin-Pissarro mit dem Wandteppich Toujours vit d’espoir sur terre (deutsch Wo Leben ist, da ist Hoffnung auf Erden) von Jean Lurçat.

Jean Lurçat (Tapisserie d’une grande peur, Toujours vit d’espoir sur terre), und
Henri Matisse (Polynesia).
Die meisten Exponate waren Leihgaben des Pariser Musée National d’Art Moderne, sieben Stücke stammten von privaten Eigentümern. Es hatte Bonin-Pissarro große Mühe bereitet, besonders die Arbeiten von Picasso und Matisse als Leihgaben für die Ausstellung zu gewinnen.
Die gezeigten Werke waren zu dieser Zeit in Australien nahezu unbekannt. Viele der in der Ausstellung vertretenen Künstler befanden sich nicht auf der Wunschliste, die Australien ursprünglich der französischen Regierung übermittelt hatte. Auf australischer Seite gab es Unzufriedenheit mit der Qualität der Werke, die nun von weniger bekannten Künstlern zur Verfügung standen. Der Kunstkritiker Bernard Smith nannte sie zwar „die erlesenste Ausstellung seit der Schau der Klassischen Moderne von 1939“, stellte aber auch fest, dass ihre „Qualität extrem ungleichmäßig verteilt“ sei. Seine Kollegin Elizabeth Young bezeichnete die Veranstaltung eine insgesamt „erhebende Erfahrung“, die „keinesfalls versäumt“ werden sollte, kritisierte jedoch besonders die Auswahl der Bilder von Utrillo, Matisse, Derain, Picasso und Braque als schwach und den Künstlern nicht gerecht werdend. An anderer Stelle kamen Zweifel an der Qualität der Arbeiten von Le Corbusier auf, die nicht dem Standard der Ausstellung insgesamt entspreche.

## Havarie und Bergung der Exponate

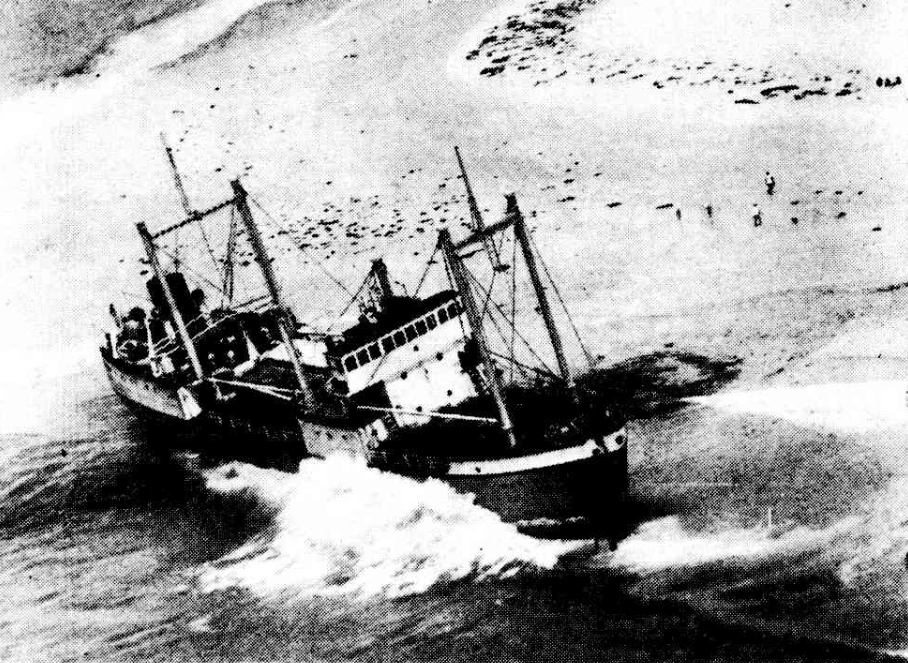
Havarierter Frachter Merino in der Brandung vor Tasmanien.

Die Gemälde kamen im Dezember 1952 verpackt in 13 Kisten in Sydney an. Claude Bonin-Pissarro, der per Flugzeug nach Australien gereist war, nahm die Lieferung in Empfang. Die weitere Verschiffung von Sydney nach Hobart erfolgte auf dem Frachter Merino. Als das Schiff am Weihnachtstag 1952 die Ostküste Tasmaniens erreichte, lief es in dichtem Nebel bei Bluestone Bay an der Freycinet-Halbinsel auf eine Sandbank und kam aus eigener Kraft nicht mehr frei. Hal Missingham von der Art Gallery of New South Wales reagierte bestürzt und bezeichnete die Werke als „unersetzlich“; Gordon Thomson, Direktor der National Gallery of Victoria in Melbourne sah in einem Verlust der Objekte ein „Disaster für die Kunstwelt“. Die vier Wandteppiche waren nicht Teil der Schiffsladung gewesen, sondern erreichten Tasmanien sicher auf dem Luftweg.
Der Kapitän der Merino setzte am Silvestertag einen Funkspruch an Bonin-Pissarro in Hobart ab und teilte mit, dass die Kunstwerke sich „sicher an Bord“ befinden würden. Bergungsexperten erwogen erst den Einsatz von Seilrutschen zum Entladen der Fracht, kamen jedoch dann zu dem Schluss, dass die Exponate im Bauch des Schiffes vorerst sicherer aufbewahrt seien. Das 549-Tonnen-Schiff konnte nach mehreren Schleppversuchen durch erst zwei, dann drei und letztendlich vier Schlepper am achten Tag nach der Strandung wieder flott gemacht werden und kam am 4. Januar in Hobart an.

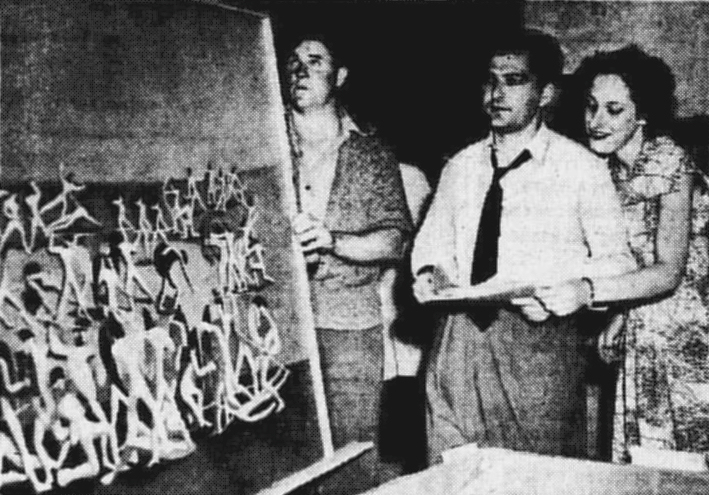
Claude Bonin-Pissarro bei der Bestandsaufnahme in der Hobart Art Gallery.

Die geborgenen Kunstwerke erwiesen sich als unbeschädigt, jedoch nahm die australische Zollbehörde sie vorerst in ihre Obhut und forderte vor ihrer Freigabe die Begleichung der Bergungskosten in Höhe von 19.120 Australischen Pfund (A£).
Die französische Regierung hatte die Kunstwerke der Ausstellung für einen Wert von 100.000 A£ versichert, was 2018 etwa 2,2 Millionen Euro entsprochen hätte. Lloyd’s of London beendete den entstandenen Disput zur Kostenübernahme zwar letztendlich durch die Zahlung des Betrages, jedoch konnte die Ausstellung auf ihrer ersten Station in Hobart aufgrund der Verzögerungen nur mit Verspätung eröffnet werden.
Ursprünglich hatte die Veranstaltung in der ersten Januarwoche beginnen sollen. Zur Einhaltung des restlichen Zeitplans musste die geplante Ausstellung in der nordtasmanischen Stadt Launceston mit etwa 50.000 Einwohnern ausfallen.
Der Frachter Adelong übernahm nach Ende der Veranstaltung in Hobart den Transport der Ausstellungsstücke zurück nach Sydney. Der Versand der Exponate zu den weiteren Stationen der Wanderausstellung erfolgte auf dem Schienenweg. Am 18. Oktober verließen die Kunstwerke das Land mit Ziel Marseille an Bord des Frachters Oronsay.

## Besucher

Impressionen von der Eröffnung in Sydney
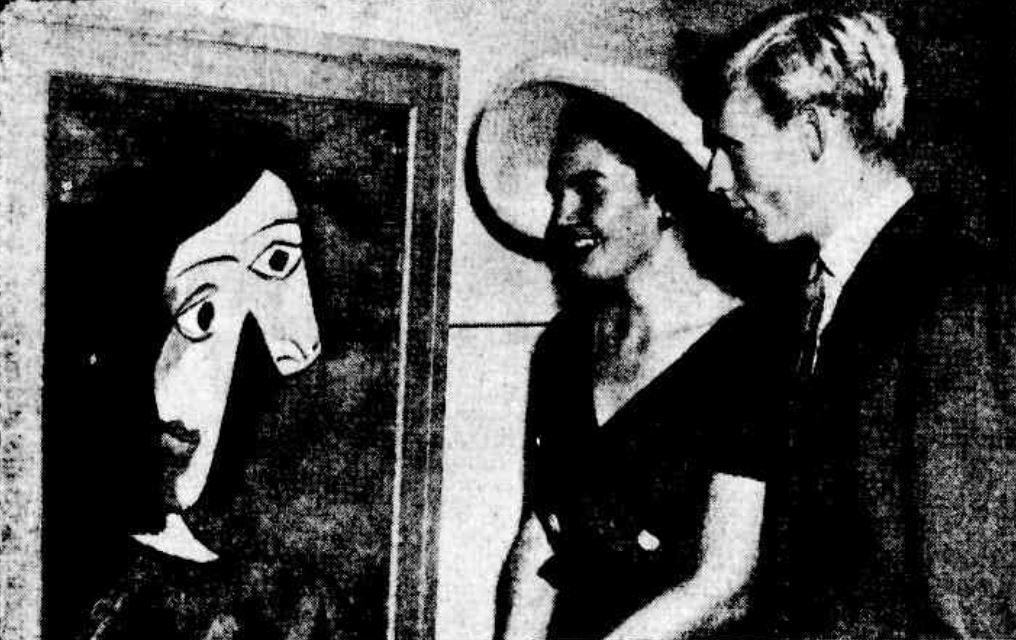
Charles Benyon Lloyd Jones (Sohn des Initiators) mit Edwina Hordern vor Pablo Picassos Le  Corsage Orange.
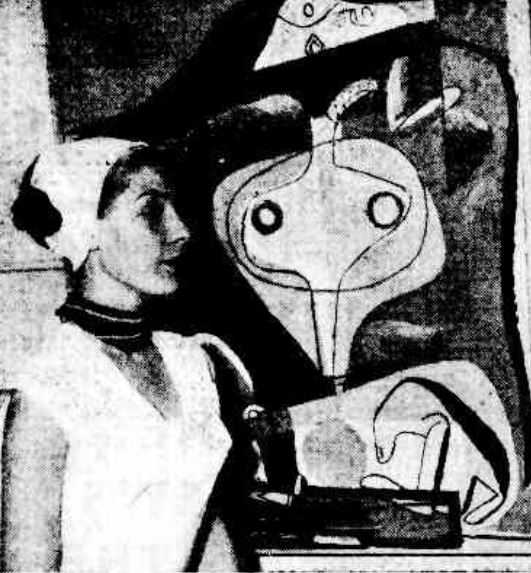
Modeikone Marisa Martelli vor Le Corbusiers Deux mains et une pomme d'or.
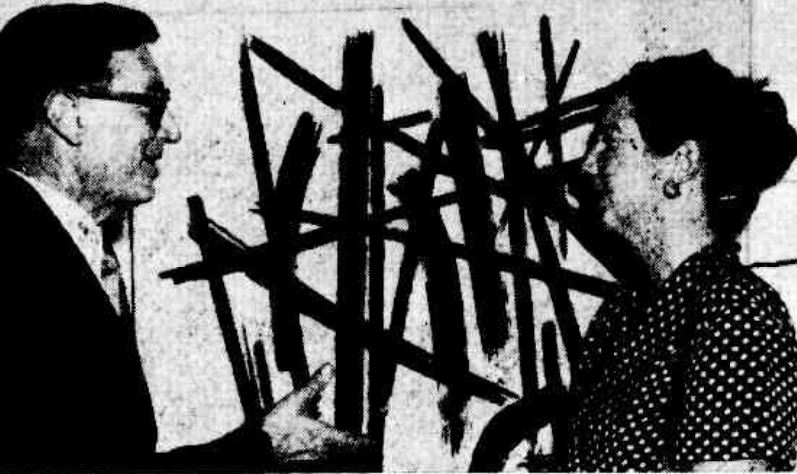
Malerin Margaret Olley mit dem ihr nahen Sam Hughes vor Hans Hartungs T.50-50.
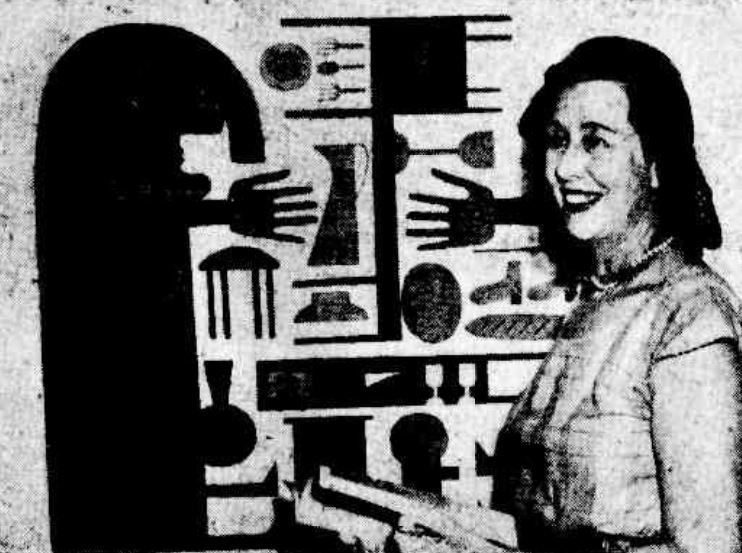
Galeristin und Malerin Treania Smith vor Victor Brauners Oppression de l'objet.

Insgesamt sahen 385.000 Besucher die gezeigten Werke, was etwa 4,4 Prozent der Gesamtbevölkerung von 8,8 Millionen Australiern in 1953 entsprach. Die Organisatoren hatten erwartet, dass die Ausstellung großes Interesse wecken würde; die tatsächliche Teilnahme übertraf jedoch die Vorstellungen bei weitem.

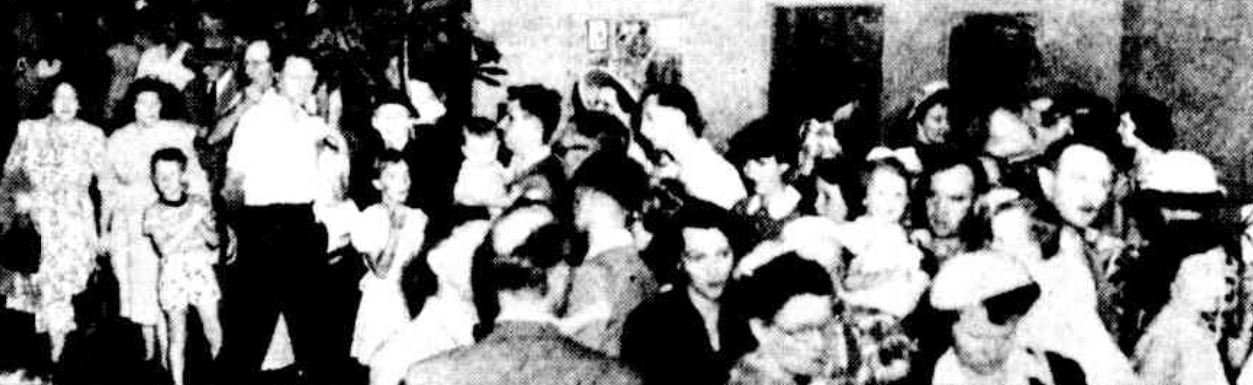
Besucherandrang in Brisbane. Am 12. April 1953 strömten innerhalb von 3 Stunden 6.000 Besucher durch die Queensland Art Gallery.

In Hobart, der Hauptstadt des Bundesstaates Tasmanien, der 1953 insgesamt etwa 330.000 Einwohner aufwies, besuchten „Hunderte von Menschen“ die Hobart Art Gallery. Zur Ausstellung in Perth kamen mehr als 20,000 Besucher in die Art Gallery of Western Australia, die Art Gallery of South Australia zählte in Adelaide mehr als 50.000 Menschen (Rekord), die Queensland Art Gallery in Brisbane erlebte einen art rush (Kunstrausch) und erhielt mit 60.000 Besuchern soviel Zulauf wie nie zuvor, in Melbourne kamen 80.000 zur National Gallery of Victoria und die Art Gallery of New South Wales in Sydney konnte nur mit Mühe dem Andrang von 150.000 Besuchern gerecht werden, die auch hier alle bestehenden Publikumsrekorde brachen.
Der Verkauf von 12.000 Ausstellungskatalogen in Sydney stellte ebenfalls einen neuen Rekord dar, der Vorrat an Katalogen war bereits nach der ersten Woche ausverkauft. In Melbourne wurden 10.000, in Brisbane 9.000 (3.000 waren bereits nach einer Woche vergriffen), in Adelaide 3.000 und insgesamt 45.000 Kataloge verkauft.
Die Veranstaltung sorgte als gesellschaftliches Ereignis für Furore. Ein Bericht der Zeitung The Sunday Herald beschrieb das sich bietende Bild bei der Eröffnung der Ausstellung in Sydney:
„Sydneys Domain[-Park] sieht am Freitag aus wie der Rasen des Buckingham Palace während einer Gartenparty. Herden von eleganten Frauen in luftigen und graziösen Sommerkleidern trippeln über das Gras, Sondereinheiten der Verkehrspolizei arbeiten in Vollzeit, neugierige Menschenmengen schauen dem Strom von Limousinen zu, die Hunderte von herausgeputzten Angehörigen des diplomatischen Korps, des konsularischen Korps und der Gesellschaft (von höherem und niedrigerem Rang) abladen; Geschäftsleute (die sich für ein oder zwei Stunden aus dem Büro stehlen), Künstler (einige bekannt und konventionell gekleidet, andere weniger bekannt und mit äußerst eigenwilligem Erscheinungsbild). Denn DER Tag war gekommen. Nach einem Schiffbruch und jahrelangen endlosen Verzögerungen hatten DIE FRANZÖSISCHEN GEMÄLDE die Stadt erreicht.“

## Verkäufe
Im Laufe der Ausstellung gab es für jedes der 89 zum Kauf angebotenen Exponate Kaufanfragen, insgesamt mehrere Hundert. Die Preisforderungen für diese Kunstwerke lagen zwischen 60 und 5.000 A£ (heute etwa zwischen 1.300 bis 110.000 €). Zwei Wandteppiche kosteten jeweils 2.500 A£ (heute etwa 55.000 €), ein Picasso war mit über 1000 A£ (heute etwa 22.000 €) veranschlagt.
Erst nach Ende der Veranstaltung wechselten einige der Objekte die Besitzer. So kauften die Art Gallery of New South Wales (La flûte von Paul Berçot und Vivarium von Maurice Estève) und die Art Gallery of South Australia (Nature morte au poulet von Francisco Bores und La ville envahie von Jean Carzou) jeweils zwei Bilder.
Hal Missingham hatte Andre Marchand's Gemälde Le Printemps zum Ankauf für die Galerie in Sydney vorgeschlagen, wurde jedoch im Kuratorium überstimmt, dessen Vorsitzender das farbenfrohe Bild einer Göttin mit zwei unbekleideten schwarzen Dienstmädchen als „unzüchtige und unanständige Arbeit“ ablehnte.
Ein Bild ging nach Canberra und fünf weitere an private Sammler. Unter den verkauften Bildern war das Bild 25 novembre 1950 von Pierre Soulages, das für 292 A£ (etwa 6.500 €) an einen Kunstsammler in South Australia ging.

## Rezeption

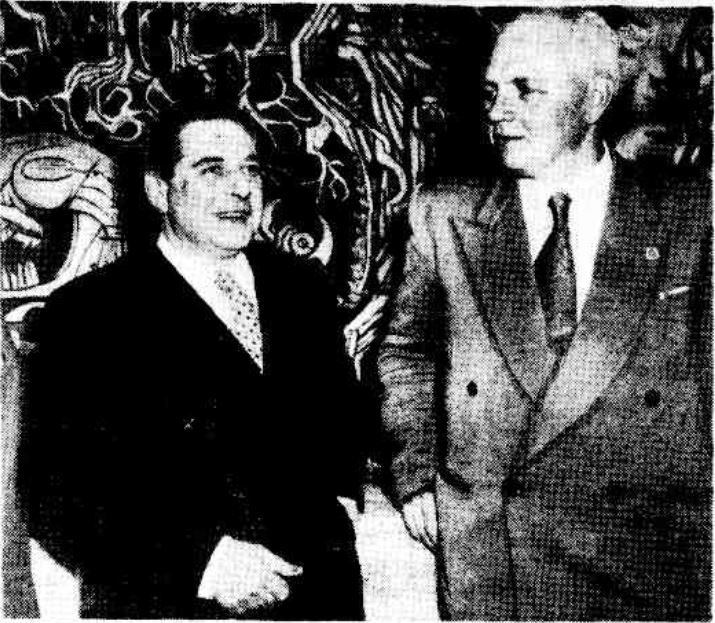
Generalkonsul Jean Strauss (l.) und Minister of Immigration Hand (r.), Eröffnung in Hobart.

Das australische Publikum akzeptierte im Allgemeinen radikalere Ideen der europäischen Kunstszene eher zögerlich, was nicht letztendlich der geografischen Isolation des Landes und dem daraus resultieren fehlenden Kontakt zum Mainstream der europäischen Kultur geschuldet war. Bis dahin hatten Interessierten lediglich Kunstliteratur und Zeitschriften als primäre Informationsquellen zur Verfügung gestanden.
Die Moderne Kunst hatte in den 1940er Jahren in Australien Einzug gehalten, wobei die Rezeption der europäischen Moderne der 1920er und 1930er Jahre mit spezifisch australischen kulturellen Perspektiven und einer konservativen Sicht auf Kunst verbunden war. Die Wahrnehmung moderner Kunst durch australische „Kunstbanausen“ (englisch philistines, „Philister“) ließ reichlich Raum für populistische Banalisierung.
In diesem Umfeld lud nun der Leiter des leihgebenden Museums Jean Cassou das australische Publikum ein, dieses „spirituelle Abenteuer“, „unsere Geschichte der Modernen Kunst“, „zu genießen“.
Der französische Generalkonsul Jean Strauss sagte bei der Eröffnung in Hobart: „Die Kunst von Paris darf nicht nur als Ausdruck unseres eigenen Genies betrachtet werden, sondern als Phänomen universeller Kultur.“
„Die Franzosen sind nie zufrieden, sie sind immer auf der Suche nach Vollkommenheit – eine Perfektion, die möglicherweise jenseits der menschlichen Begreifbarkeit liegt“, erläuterte der französische Konsul Louis Gelle bei der Eröffnung in Perth.

### Kritische Würdigung

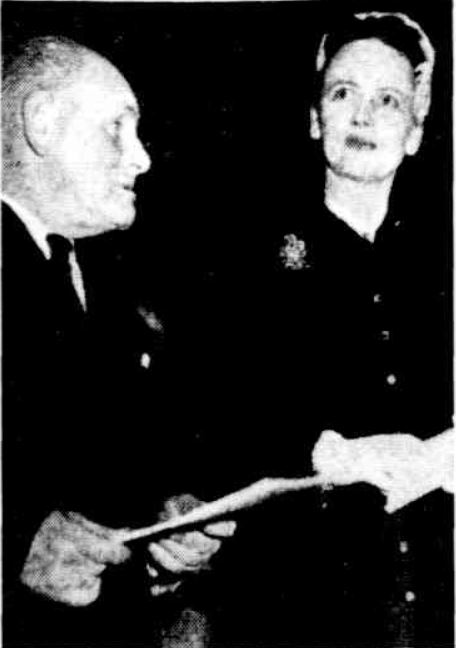
Direktor der Art Gallery of South Australia Robert Campbell mit Lady George, der Ehefrau des Governor of South Australia Robert George, Eröffnung in Adelaide.

Robert Campbell, der Direktor der Art Gallery of South Australia in Adelaide, „warnte“ bereits vor der Ausstellung, dass Besucher „vermutlich erst überrascht, dann sehr irritiert sein werden, wenn sie […] die französische Kunstausstellung sehen.“ Sie sei „anders als alles, was die meisten Menschen mit ihren vorgefassten Vorstellungen von Kunst je gesehen haben“. Robert Haines, Direktor der Galerie in Brisbane, sah die reiche Verwendung von Farben in den Kunstwerken als „stimulierend“, jedoch sei ihre Betrachtung „harte Arbeit für den Zuschauer“. J. Burke, Professor der schönen Künste an der Universität Melbourne, empfand die gezeigten Werke als „anregend und mutig“. Der Architekt Bertrand James Waterhouse, Vorsitzender des Kuratoriums der Gallery of New South Wales, sagte „viele lange und breit gefächerte Diskussionen“ über die Ausstellung voraus.
Während der zeitgenössische Künstler James Gleeson die Gemälde euphorisch als „wahrhaft grandios“ und „von unbeschreiblicher Reichhaltigkeit“ bewerte, setzten sich einige Artikel und Leserbriefe eher nachdenklich mit abstrakter Kunst auseinander und verstanden, dass „das gezeigte Werk eine aktive und nicht passive Sichtweise erforderte“. Andere sahen „diese Bilder“ als „zu ihrer Zeit passend“ an. Ein Rezensent hatte den Eindruck, dass die „Moderne Kunst die Wahrheit über unser Zeitalter“ aussage.
Der Maler Hans Heysen schätze die Ausstellung als „sicherlich spannend“ ein, meinte aber, dass die farbliche Gestaltung vieler Werke zu Lasten der Formgebung gegangen sei. Esmond George, ebenfalls Maler, empfand, dass einige der Bilder das Chaos widerspiegele, das seit dem Deutsch-Französischen Krieg in Frankreich herrsche.
Der Kunstkritiker und Künstler Arnold Shore wähnte zwar die „französische Malerei seit Cézanne auf einem Abwärtstrend, was aber nicht den hohen Stellenwert der Ausstellung“ untergrabe, „den sie für das australische Publikum“ habe. „Wir müssen solche Werke leibhaftig sehen, um ihre Botschaft oder Form zu bewerten, ablehnen oder annehmen zu können. Unser Kunsthorizont muss sich erweitern.“ Farbe, Gestaltung und die Freiheit der Kunst seien Teil des gezeigten Erbes.
Kunstkritiker Bernard Smith zeigte sich „zuversichtlich, dass der Einfluss der Ausstellung auf die australische Malerei zweifellos in absehbarer Zeit erkennbar sein“ werde. Ivor Francis von The News (Adelaide) konnte sich jedoch nicht vorstellen, dass das Gezeigte einen Einfluss auf den Stil australischer Maler haben werde, trotzdem hätte es einen „enormen inspirativen Effekt“ und helfe bei der Schaffung von Wertschätzung beim Publikum.

### Negative Bewertungen

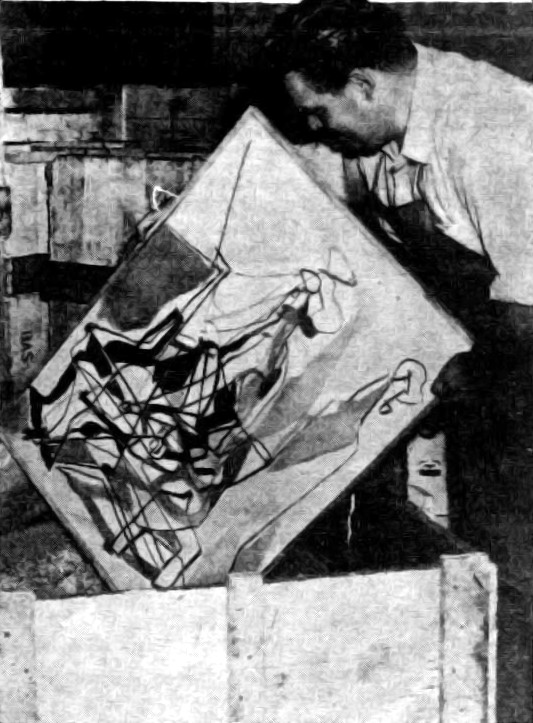
Which side up? Verwirrter Mitarbeiter der Queensland Art Gallery packt La lumière et le nu von Eugène-Nestor de Kermadec aus.

Viele der Besucher fühlten sich jedoch mehr aus Neugierde als aus Bewunderung der dargebotenen Kunst angezogen, denn die Meinungen zu ihrer Wertschätzung spaltete das australische Publikum. Nach dem Empfinden von Bonin-Pissarro hatte etwa die Hälfte des australischen Publikums die gezeigten Werke positiv aufgenommen. Die Zeitung Adelaide News berichtete, dass sich 90 Prozent der Besucher der Ausstellungseröffnung in Adelaide „öffentlich und in privaten Gesprächen“ geäußert hätten, dass sie „die Gemälde nicht verstanden“ hätten.
Viele Besucher fühlten sich bei diesem „provokativen Ereignis“ „intellektuell verwirrt“ und „führten die Eigentümlichkeiten der Ausstellungsstücke zweifelsfrei auf die traditionelle Exzentrizität der Franzosen zurück“. Bonin-Pissarro hielt dem entgegen, dass das Publikum „bisher dem Maler mit den grauen Farben statt dem mit den hellen, bunten Farben den Vorzug“ gegeben habe. Die Ausstellung teste nun den Geschmack der australischen Öffentlichkeit.
In der Meinung derer, die sich mit Abstraktion nicht anfreunden konnten, waren die Künstler und nicht das Publikum bei diesem Geschmackstest durchgefallen. Australische Medien kommentierten die Exponate nicht selten mit Spott und Unverständnis. In einem Bericht zur Ausstellung in Brisbane amüsierte sich der Verfasser in der Brisbane Mail über den Umstand, dass ein Arbeiter beim Auspacken eines der abstrakten Kunstwerke nicht erkennen konnte, welche Seite denn nach oben zeigen sollte; ähnliche Berichte gab es auch von den Ausstellungen in Sydney und Adelaide. Die Zeitung Truth (Brisbane) reimte im April 1953 für ihre Schlagzeile:
„Nimm eine Leinwand, bespritze und beschmiere sie,
dann steh auf deinem Kopf und studiere sie.“
Der Künstler Charles W. Lander äußerte in der Art Gallery of New South Wales lautstark seinen Protest gegen die Ausstellung, die „eine Beleidigung für großartige australische Künstler“ sei, deren Arbeiten „zugunsten minderwertiger modernistischer Kunst aus Übersee übergangen“ worden seien. Unter Gelächter der Menschenmenge, die sich um ihn versammelt hatte, verhöhnte er mehrere Gemälde, bis Sicherheitspersonal ihn schließlich aus der Galerie eskortierte. Nach dem Vorfall vertraten andere anwesende Künstler Reportern gegenüber ähnliche Meinungen.
Der zeitgenössische australische Künstler Norman Lindsay beklagte, dass das Land Zeuge werde „einer Kunst von Leuten, die weder zeichnen noch malen“ könnten. Er sah die gezeigten Werke als „boshaften und gefährlichen Unsinn“ an. Howard Ashton, ehemaliger Präsident der Royal Art Society, meinte in seinem Artikel in der Zeitung The Sun (Sydney), die „traditionsreiche französische Kunst“ sei „in die Dekadenz, […] die Puerilität, die Idiotie und den Exhibitionismus versunken“. Andere zeigten sich ähnlich feindselig und beschrieben die Werke als „das Produkt von kranken und geistesgestörten Gemütern“, „abscheulich“, „obszön“, „scheußlich“ und „grotesk“. Einige der Künstler hätten „offensichtlich jeglichen Bezug zur Realität verloren“. Ein Leserbrief an die Zeitung The Sydney Morning Herald nannte die Exponate einen „entsetzlichen Müll, über den die Engel lachen, aber auch ein wenig weinen müssen“, die Kommentatorin rief auf zu einem Gebet „für die Rückkehr von Vernunft und Intelligenz, irgendwann“.
Ein Artikel des Aktivisten Paul Mortier in Tribune, dem Organ der Kommunistischen Partei Australiens, nannte die Veranstaltung „eine Zurschaustellung des Verfalls“; „Hass auf Wahrheit und Menschlichkeit“ seien bezeichnend für die gesamte Ausstellung. Ein Einsender an den Brisbane Telegraph konnte dort feststellen: „Hätte Hitler die Ausstellung besucht, hätte er sie zweifelsohne als ‚dekadente jüdische Kunst‘ verworfen“.

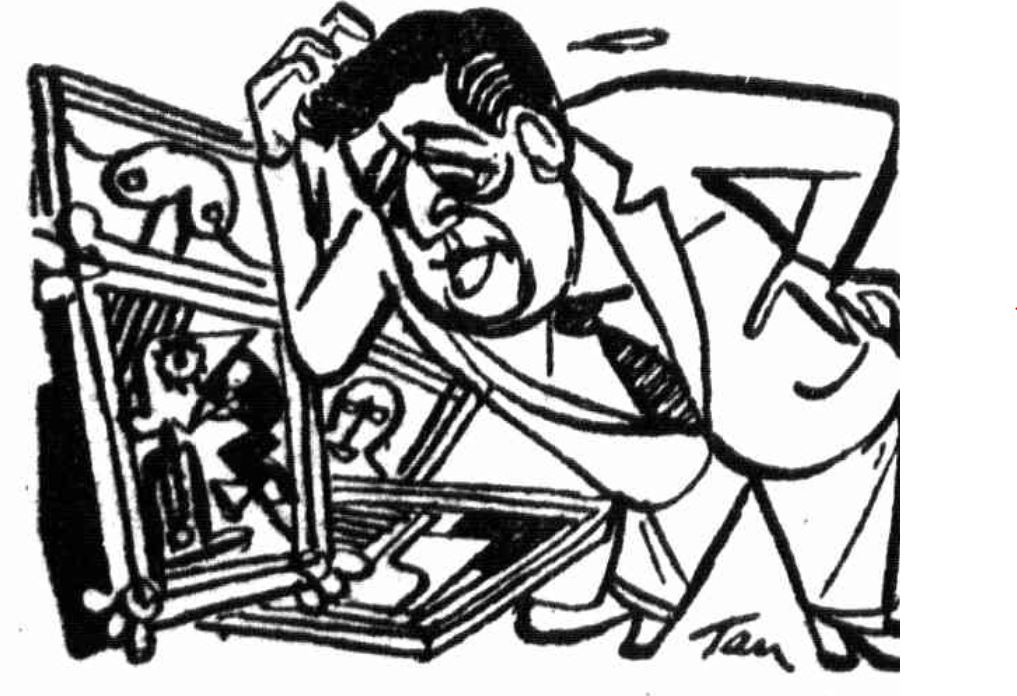
Karikatur zu den das Ereignis begleitenden Herausforderungen für Bonin-Pissarro. In: The Daily Telegraph (Sydney) vom 22. Februar 1953.

Der Kunstkritiker Alan McLeod McCulloch schrieb: „Der Klang und die Wut, die die Veranstaltung begleitet haben, finden keine Parallele in den Annalen der australischen Kunstwelt .“ Es sei „aus irgendeinem undurchschaubaren Grund Mode geworden, abstrakte Kunst mit ‚vernichtendem Lob‘ (faint praise) zu schmähen“, bemerkte Ivor Francis in der Zeitung Adelaide News. Der australische Schriftsteller Patrick White kommentierte die breite Ablehnung der gezeigten Kunst mit den Worten: „Man vergisst, wie wenig der durchschnittliche Australier [von der Welt] gesehen hat.“
Berichten zufolge soll Claude Bonin-Pissarro mehrere hundert Briefe mit teilweise erregten Kommentaren zu den gezeigten Werken erhalten haben. Er warb zusammen mit Hal Missingham dafür, unvoreingenommen und aufgeschlossen an die Gemälde heranzutreten. In Brisbane versuchte er zu erklären: „Gebäude, Autos, Flugzeuge sind modern – naturalistische Maler sind modern“ und zeichnete zur Unterstreichung ein Flugzeug und ein Auto, dann eine altmodische Pferdekutsche als Sinnbild für die alte, fotografische Kunst. Der australischen Presse galt er als „vigorous ‚Guardian‘ of French Art“ (deutsch energischer ‚Beschützer, Verfechter‘ der französischen Kunst).
Robert Campbell von der Art Gallery of South Australia nannte als einen Grund der geringen Akzeptanz beim Publikum, dass die meisten Menschen Künstlern das Recht absprechen mit ihrem Werk „von der Vorgabe der Natur abzuweichen“. Bonin-Pissarro konnte hierzu berichten, dass bereits der Symbolist Gustave Moreau (1826–1898) seinen Schülern, den Fauvisten Henri Matisse, Albert Marquet, Charles Camoin und Henri Manguin erklärt hatte: „Was bedeutet die Natur! Für den Künstler ist sie nur eine Möglichkeit des Ausdrucks.“

## Bewertung

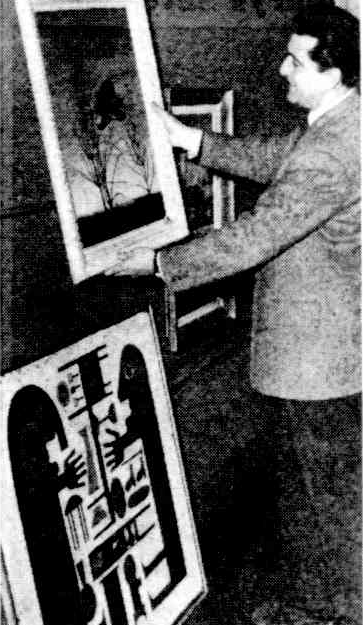
Bonin-Pissarro begutachtet Felix Labisses L'Abeille in der National Gallery Adelaide; unten Victor Brauners Oppression de l’objet.

Aus heutiger Sicht erwies sich French Painting Today mit ihrem zeitgemäßen, weltoffenen Auftrag als die einflussreichste Ausstellung internationaler Kunst, die in den 1950er Jahren in Australien gezeigt wurde, besonders für die Entwicklung des australischen Expressionismus. Unter ihrem Einfluss nahmen australische Künstler erstmals die gestischen Formen der Informellen Kunst in ihr stilistisches Repertoire auf. Ihr „optimistischer Geist“ zeigte so neue Wege für die Nachkriegskunst Australiens auf und lieferte wichtige Anstöße besonders für jüngere Künstler wie Tony Tuckson, William Robinson, Godfrey Miller, Ian Fairweather, John Passmore oder John Olsen, die die gezeigten Werke mit aufgeklärten Augen ansahen.
Die Ausstellung wird so auch als Impuls für die Künstlergruppe Direction 1 gewertet (der neben Passmore und Olsen noch William Rose, Eric Smith und Robert Klippel angehörten); die Gruppe zeigte drei Jahre später in Sydney ihre abstrakt-expressionistischen Werke. In Melbourne formierte sich die Gruppe der Antipodeans um Bernard Smith, mit den Künstlern Charles Blackman, Arthur Boyd, David Boyd, John Brack, Robert Dickerson, John Perceval und Clifton Pugh, die im August 1959 dort ausstellten. Als sich Ende der 1950er Jahre das das Zentrum des Abstrakten Expressionismus zunehmend von Paris nach New York verschob orientierten sich besonders die jüngeren australischen Künstler verstärkt an der dortigen Avantgarde.
Antony Moulis von der University of Queensland sah 2006 in der Wanderausstellung „ein öffentliches Schlüsselerlebnis, das dazu beitrug die Australier der Nachkriegszeit in einem noch nie dagewesenen Ausmaß an die Kunst der Moderne heranzuführen.“ Natalie Adamson von der National Gallery of Victoria meinte 2004, dass die Veranstaltung nach gängiger Meinung Australien entscheidenden Zugang zur europäischen Entwicklung der Modernen Kunst gegeben hat.
Jedoch gab der Kunstbuchautor Richard Haese 2012 zu bedenken, dass viele der Künstler, deren Arbeiten für die Ausstellung ausgewählt worden waren, heute längst in Vergessenheit geraten sind, oder wie er es ausdrückte, „in Obskurität versunken“ sind.